# Никола Мојовић
Никола Мојовић (Фоча, ФНРЈ, 2. јануар 1951) српски је универзитетски професор и доктор правних наука. Садашњи је потпредсједник Удружења правника Републике Српске. Бивши је предсједник Етичког комитета Универзитета у Бањој Луци.

## Биографија
Никола (Гојко) Мојовић је рођен 2. јануара 1951. године у Фочи, ФНРЈ. Основне студије је завршио на Правном факултету Универзитета у Сарајеву (1970—1974). Магистарске студије је завршио изванредним успјехом на Правном факултету Универзитета у Београду. На истом факултету је одбранио докторску тезу под називом „Periculum rei venditae од римског до савременог права“ (1985).
Радно је ангажован на Правном факултету у Бањој Луци од 1986. године. Данас је редовни професор на предметима Римско право, Општа историја државе и права, Национална историја државе и права и Правна реторика. Био је предсједник Етичког комитета Универзитета у Бањој Луци.
Члан је Одбора за правне науке при Одјељењу друштвених наука Академије наука и умјетности Републике Српске и сарадник Српске енциклопедије. Члан је Предсједништва Удружења правника Републике Српске и члан Предсједништва Удружења правника Србије. Арбитар је Спољнотрговинске арбитраже при Привредној комори Републике Српске и члан Управног одбора Центра за едукацију судија и тужилаца.
Добитник је Плакете Града поводом 22. априла 2018, Дана града Бања Лука. Ожењен је Иреном Мојовић, потпредсједником Уставног суда Републике Српске из реда хрватског народа, и отац је троје дјеце.

## Радови
Његови најзначајнији радови су:
- Прелаз ризика код купопродајног уговора — “Periculum rei venditae”, Службени лист СР БиХ, Сарајево, 1988.
- Римско право, I дио, Историја римског права, Бања Лука, 2008.
- Судски поступак у римском праву. Грађански судски поступак. Кривични судски поступак. Бања Лука, 2008.